# Maria, Heil der Kranken

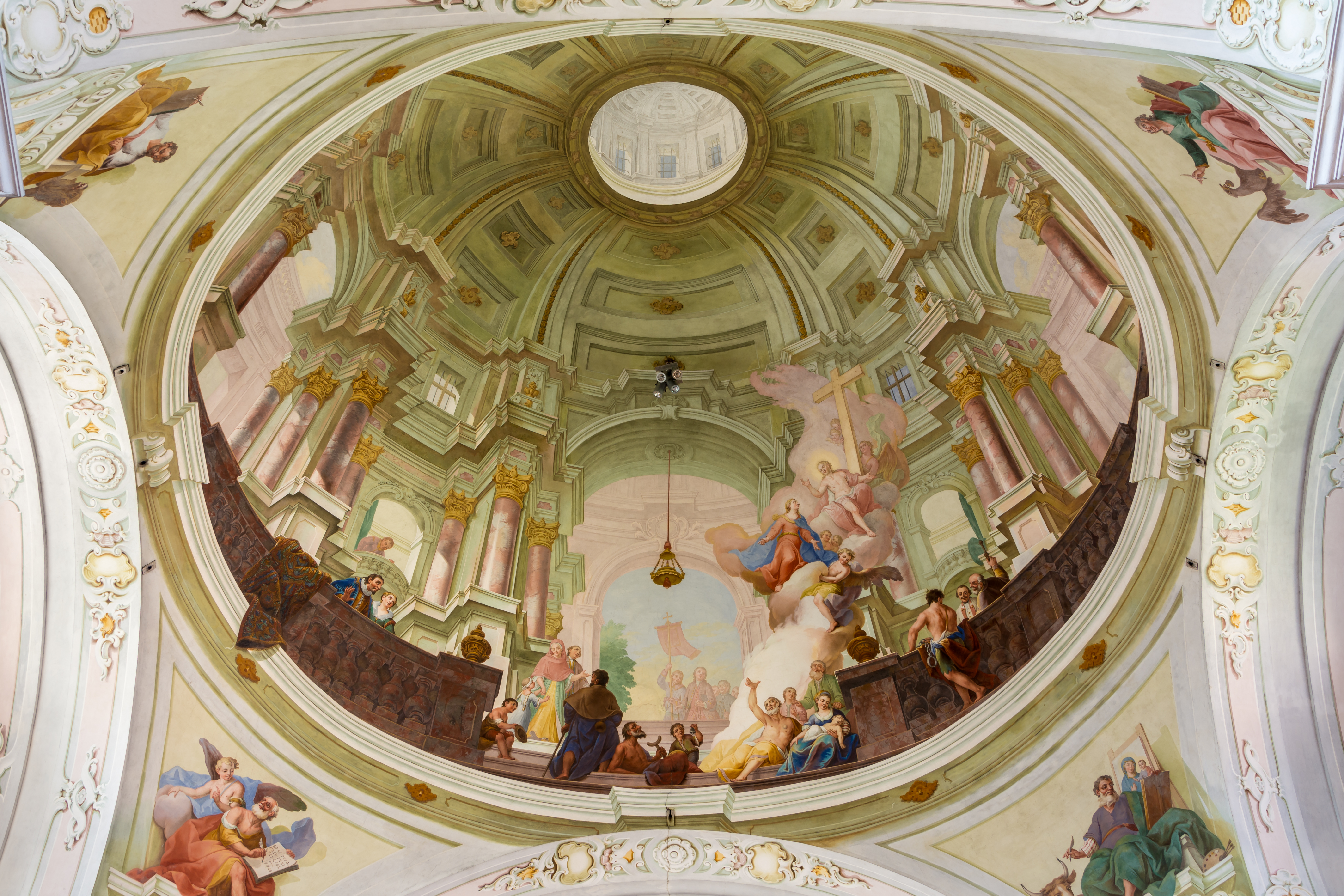
Maria, Heil der Kranken, Kuppelfresko in der Wallfahrtskirche Maria Langegg von Josef Adam Mölk

Heil der Kranken ist ein Marientitel, der aus der Lauretanischen Litanei stammt. Er findet sich auch als Patrozinium.

## Maria-Heil-der-Kranken-Kirchen

### Deutschland
- St. Marien (Bad Brückenau)
- Maria Heil der Kranken, Kirche des Caritas-Krankenhauses Bad Mergentheim
- Maria Heil der Kranken (Habsberg), Bistum Eichstätt, Bayern
- Krankenhauskirche Maria Heil der Kranken im St.-Bernward-Krankenhaus in Hildesheim
- Krankenhauskirche Maria Heil der Kranken im Krankenhaus rechts der Isar in München
- St. Maria Heil der Kranken (Münster), Bistum Münster

### Indien
- Basilika Unserer Lieben Frau von der Gesundheit (Harihar)
- Marienbasilika von Velankanni

### Österreich
- Maria, Heil der Kranken, Bad Schönau, Niederösterreich
- Pfarr-, Kloster- und Wallfahrtskirche Maria Heil der Kranken (Franziskanerkloster), Maria Enzersdorf, Niederösterreich
- Wallfahrtskirche Maria Heil der Kranken (Maria Neustift), Kirche Maria Schnee, Maria Neustift bei Weyer, Oberösterreich
- Pfarrkirche und Ordenskirche Maria, Heil der Kranken, Wien-Lainz

### Litauen
- Kirche Sveikata ligonių in Šiluva

### Mexiko
- Basilika Unserer Lieben Frau der Gesundheit, Pátzcuaro, Bundesstaat Michoacán